# Spy Sheriff
Spy Sheriff – szkodliwy program, udający narzędzie zwalczające programy szpiegujące.
Spy Sheriff zostaje zainstalowany na komputerze użytkownika przy okazji instalacji pirackiego oprogramowania lub korzystania ze stron o niskiej reputacji. Program przedstawia się jako narzędzie przeciw programom szpiegującym i zasypuje użytkownika wszelkiej maści komunikatami w polu systemowym systemu Windows. Korzystając z zaimplementowanej w Windows technologii Active Desktop, często zastępuje tapetę plikem HTML z linkami i napisem mówiącym, że system jest zainfekowany ("SPYWARE INFECTION! Your system is infected with spyware. Windows recommends that you use a spyware removal tool to prevent loss of data. Using this PC before having it cleaned of spyware threats is highly discouraged"). Często pojawiają się różne wyskakujące okna, "przebijające się" nawet przez wygaszacz ekranu. 
Największym problemem związanym z programem Spy Sheriff jest trudna sztuka jego usunięcia. Najpopularniejsze i sprawdzone programy przeciw programom szpiegującym wykrywają Spy Sheriff jako złośliwe oprogramowanie i proponują jego usunięcie. Często jednak robią to nieskutecznie, podobnie jak deinstalator apletu Dodaj/Usuń programy. Fragmenty programu, wywoływane przez większość dostępnych w Windows funkcji Autostartu umożliwiają jego przywrócenie lub wyraźnie utrudniają nawet jego wyłączenie. Niektóre wersje programu SpySheriff(również oparte na VXgamet) działają jako usługa, co jeszcze bardziej utrudnia ich usunięcie.
Spy Sheriff notorycznie proponuje użytkownikowi włączenie jakiegoś mechanizmu ochrony, pobrania jakiegoś elementu itp. System z zainstalowanym Spy Sheriffem często działa zauważalnie wolniej. Do jego rozpowszechnienia przyczyniła się popularność tematu zagrożeń związanych z programami szpiegującymi. Użytkownicy coraz częściej wiedzą o tego typu oprogramowaniu, co napędza popyt na programy blokujące programy szpiegujące. Budzi to też naiwność, przekonanie, że cokolwiek reklamującego się jako antyspyware jest przydatne. Przypadek Spy Sheriffa pokazuje, że tak nie jest.

## Zjawiska sugerujące obecność Spy Sheriffa w systemie
- uruchomiony został mechanizm Active Desktop i tło pulpitu jest plikiem HTML z tekstem ostrzegającym o rzekomej infekcji oprogramowaniem szpiegującym
- w polu systemowym pojawia się nowa ikona oznaczona napisem "Spy Sheriff" (lub podobnie)
- podczas pracy pojawiają się okna Spy Sheriff proszące o wpisanie jakichś danych lub potwierdzenie pobrania np. aktualizacji
- okno programu Spy Sheriff pojawia się nawet podczas pracy wygaszacza ekranu i nie posiada elementów sterujących
- Menedżer Zadań informuje nas o działaniu procesu spysheriff.exe
- strona startowa przeglądarki internetowej zmienia się (często na c:\secure32.html)
- próba wyłączenia programu kończy się niczym, lub system zaczyna działać niestabilnie
- aplet Dodaj/Usuń Programy potrafi usunąć program o nazwie Spy Sheriff, ale w systemie znajduje się jego instalator, przez co za każdym odinstalowaniem Spy Sheriff pojawia się znowu
- w polu systemowym pojawiają się ikony, które poprzez tzw. dymek informują o rzekomej infekcji oprogramowaniem szpiegującym

W takim wypadku najlepiej przywrócić system do poprzedniego stanu (mechanizm systemu o nazwie Przywracanie systemu może nie działać, dysponować nieaktualnymi punktami kontrolnymi, lub działać nieprawidłowo). Powstało wiele przewodników mówiących o tym, jak usunąć z systemu Spy Sheriffa, a sam temat jest często poruszany na forach tematycznych.